# Metrosideros excelsa
A Metrosideros excelsa, conhecida pelos nomes comuns de metrossídero ou árvore-de-fogo, é uma espécie (cujo sinónimo de Metrosideros tomentosa A. Cunn. é ainda muito usado) de árvore de grande porte (até 20 m de altura) originária das zonas costeiras da Nova Zelândia e extensamente usada como árvore ornamental e de abrigo nas zonas costeiras temperadas. Ocasionalmente, o metrossídero pode ser invasor, como acontece na zona do Cabo, na África do Sul, e nos Açores.
Na Nova Zelândia é também muito conhecida pelo nome maori de pōhutukawa.

## Imagens

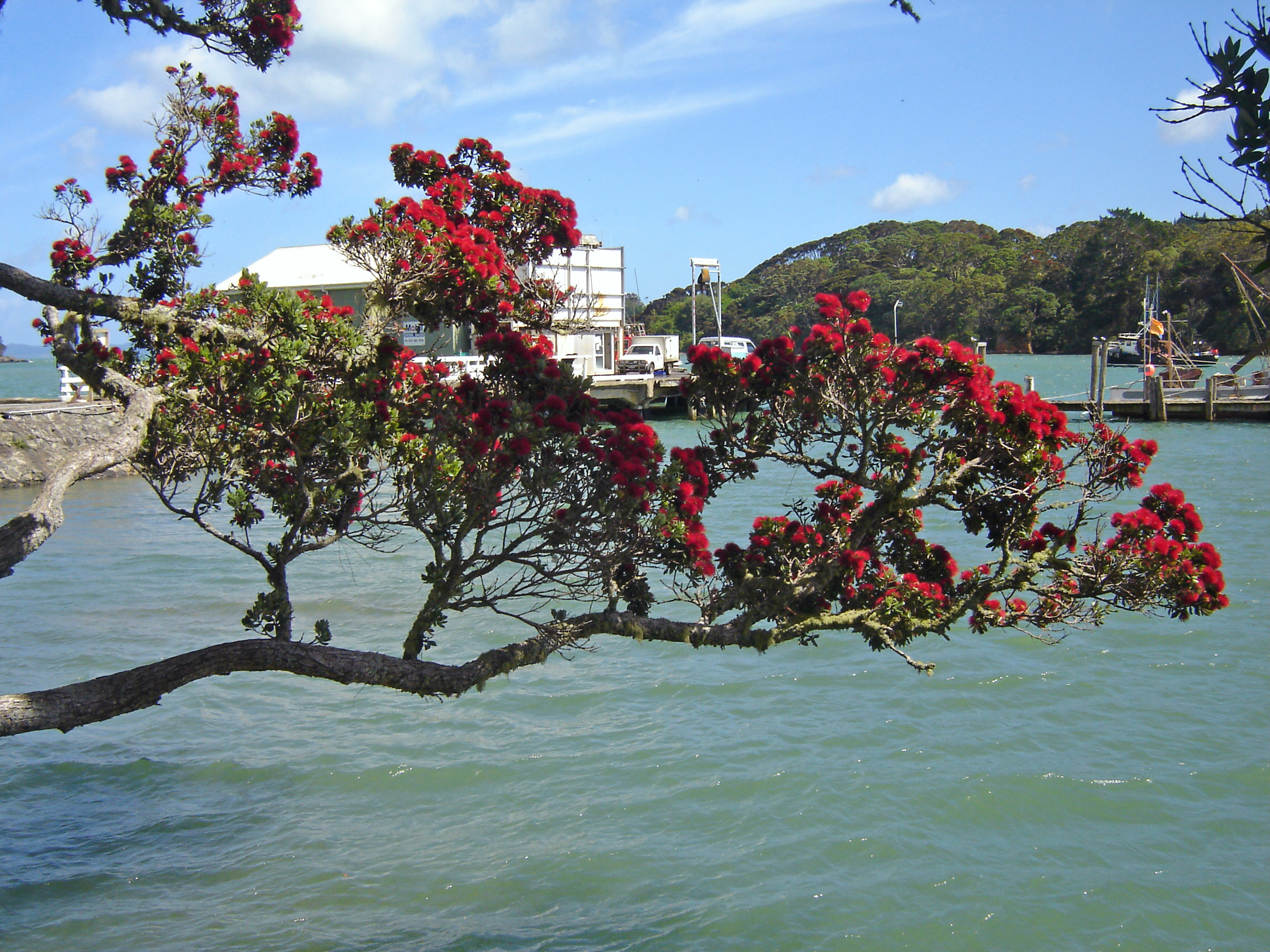
Metrossídero (pōhutukawa)
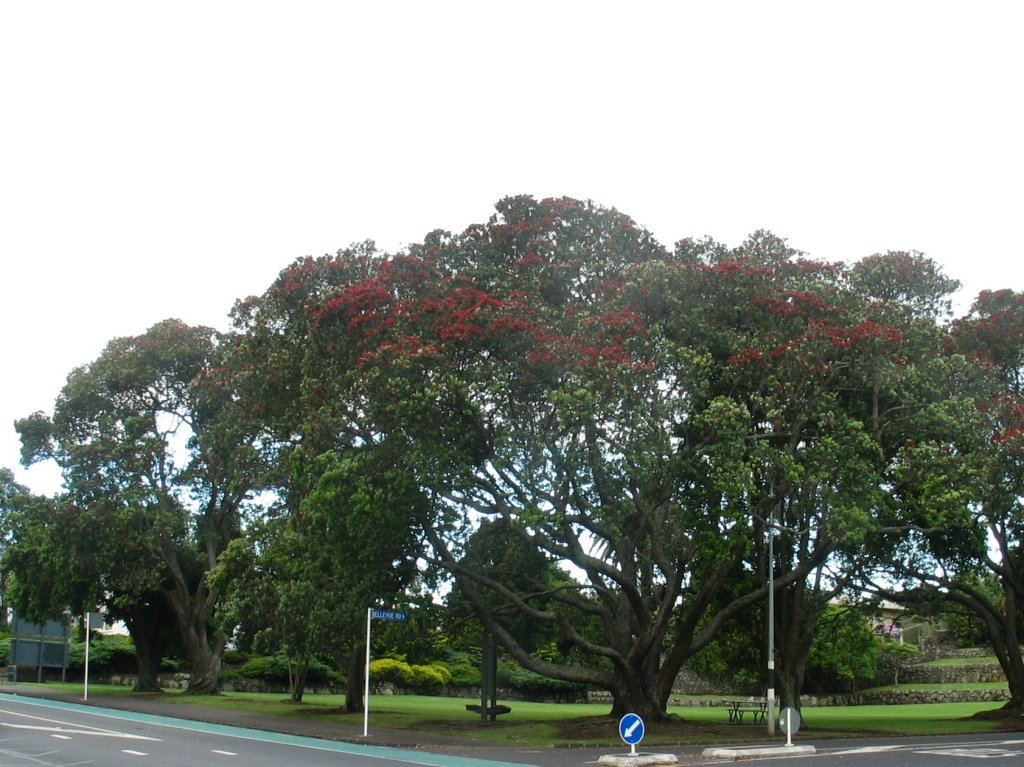
Metrossídero (pōhutukawa)
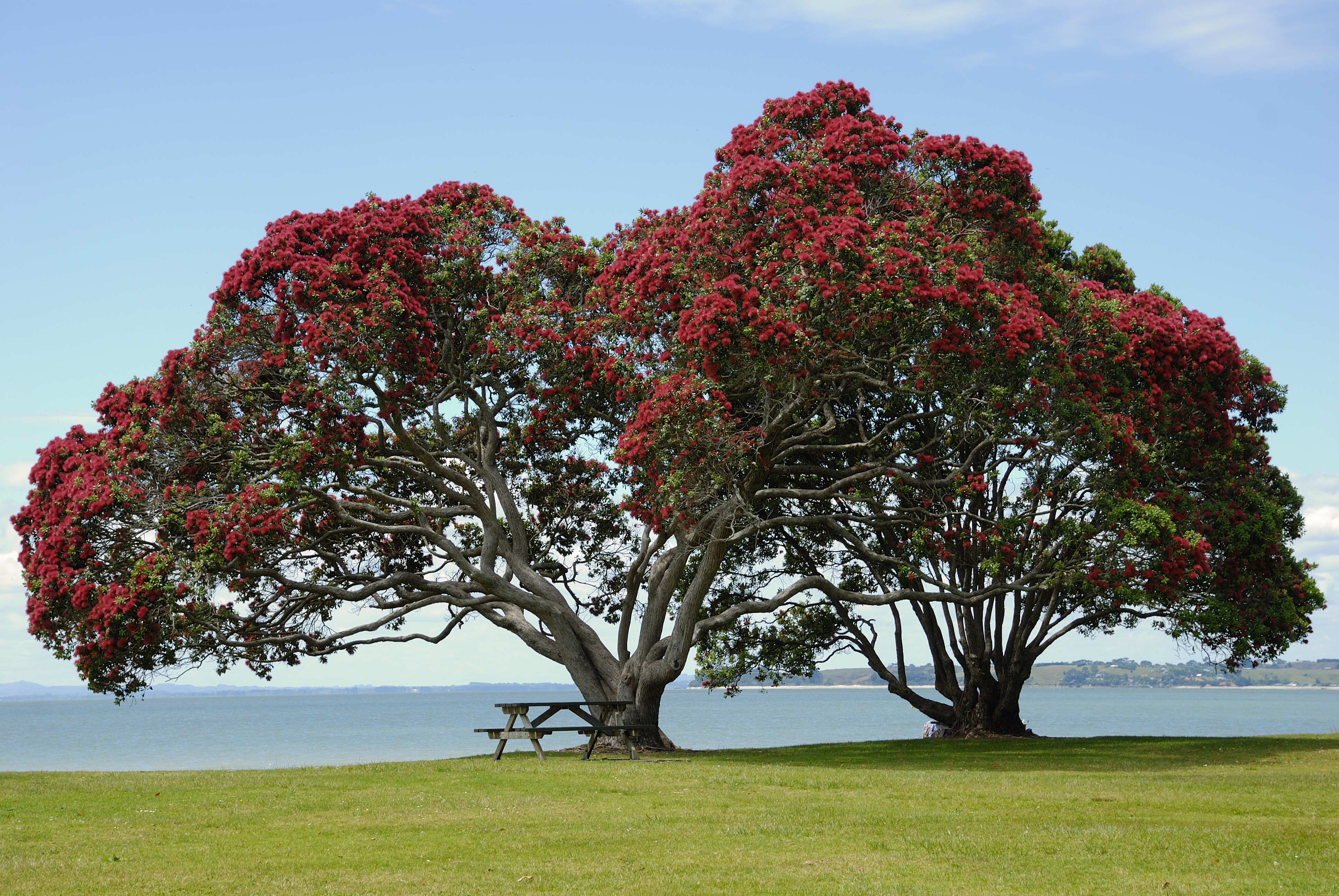
Metrossídero (pōhutukawa)